# Interior gateway protocol
In telecomunicazioni, l'interior gateway protocol (IGP) è un tipo protocollo di routing usato all'interno di un sistema autonomo.
I principali protocolli di routing Interior Gateway Protocol per IPv4 sono RIPv2, OSPF, IS-IS e EIGRP.
La loro evoluzione in ambiente IPv6 è costituita dai protocolli RIPng (RIP next generation, OSPFv3, EIGRPv6).